# AW Волка
AW Волка (лат. AW Lupi) — одиночная переменная звезда в созвездии Волка на расстоянии приблизительно 3014 световых лет (около 924 парсеков) от Солнца. Видимая звёздная величина звезды — от +13,2m до +12m.

## Характеристики
AW Волка — жёлтая пульсирующая переменная звезда типа RR Лиры (RR:) спектрального класса G. Радиус — около 2,93 солнечных, светимость — около 7,023 солнечных. Эффективная температура — около 5491 K.